# LordsAWar
LordsAWar 是依据GPL发布的 回合制策略游戏。设计初衷是为了贴近战神 (策略游戏)系列第二作 Warlords II开始时，它基于Freelords原有的C++代码，继承了因为后者想要转换到Java而放弃的财富。
现在此游戏使用了韦诺之战的图像文件构筑地形，并有独特的单位和地表图像上传测试页面。

## 游戏内容
在此奇幻世界里，玩家统领一个势力，募集英雄和各种军队，修缮城堡，探索遗迹。最终征服地图上的对手。